# Woodville (Georgia)
Woodville è una città degli Stati Uniti d'America, situata in Georgia, nella Contea di Greene.